# Lekcjonarz 9
Lekcjonarz 9 (według numeracji Gregory-Aland), oznaczany przy pomocy siglum ℓ 9 – rękopis Nowego Testamentu pisany minuskułą na pergaminie w języku greckim z XIII wieku. Służył do czytań liturgicznych.

## Opis rękopisu
Kodeks zawiera wybór lekcji z Ewangelii do czytań liturgicznych, na 260 pergaminowych kartach (30 cm na 23,8 cm). Lekcje pochodzą z Ewangelii Jana, Mateusza i Łukasza. Stosuje noty muzyczne (neumy). Niektóre z kart kodeksu zaginęły.
Tekst rękopisu pisany jest dwoma kolumnami na stronę, 24 linijek w kolumnie.

## Historia
Paleograficznie datowany jest na wiek XIII. Rękopis badał Johann Jakob Wettstein, Scholz, Paulin Martin.
Obecnie przechowywany jest we Francuskiej Bibliotece Narodowej (Gr. 307) w Paryżu.
Nie jest cytowany w naukowych wydaniach greckiego Novum Testamentum Nestle-Alanda (UBS3). NA27 nie cytuje go.